# Žďár (powiat Mladá Boleslav)
Žďár – wieś i gmina w Czechach, w powiecie Mladá Boleslav, w kraju środkowoczeskim. Według danych z dnia 1 stycznia 2013 liczyła 1 223 mieszkańców.